# 3 Idiots
| Figur                                        | Darsteller            | Deutscher Sprecher |
| -------------------------------------------- | --------------------- | ------------------ |
| 'Rancho' Shamaldas Chanchad/ Phunsukh Wangdu | Aamir Khan            | Philipp Brammer    |
| Farhan Qureshi                               | Madhavan              |                    |
| Raju Rastogi                                 | Sharman Joshi         |                    |
| Pia Sahastrabuddhe                           | Kareena Kapoor        | Shandra Schadt     |
| Viru Sahastrabudhhe                          | Boman Irani           | Erich Räuker       |
| Chatur 'Silencer' Ramalingam                 | Omi Vaidya            | Bernhard Völger    |
| Ranchoddas Shamaldas Chanchad                | Javed Jaffrey         | Olaf Reichmann     |
| Lead Ragging Senior                          | Rajeev Ravindranathan | Michael Iwannek    |

3 Idiots (Hindi थ्री इडीयट्स) ist eine preisgekrönte indische Filmkomödie aus dem Jahr 2009. Die Geschichte basiert auf Five Point Someone von Chetan Bhagat. In Indien brach der Kassenschlager sämtliche Rekorde und schaffte es als zweiterfolgreichster Film des vorletzten Jahrzehnts (2000–2009) zum ersten Mal als solcher über die 2-Milliarden-Rupien-Marke bei den Einspielergebnissen.

## Handlung
Auf dem Imperial College of Engineering (ICE) in der indischen Stadt Delhi teilen sich Farhan, Raju und Rancho ein Zimmer. Rancho, der zwar schon am ersten Tag eine hochintelligente und kühne Ausstrahlung offenbart, sonst jedoch so gut wie wortlos bleibt, entpuppt sich allerdings schon bald als warmherziger Mensch, leidenschaftlicher Student seines Fachs und ein wahrer Härtetest für Viru „Virus“ Sahastrabuddhe, den Rektor der Hochschule, der sie mit altmodischen Vorstellungen führt, wonach nichts wichtiger sein kann als das stetige Auswendiglernen des Schulstoffes, sodass die meisten Studenten vor lauter Büffeln kaum noch den wahren Sinn des Ingenieurstudiums begreifen wollen.
Rancho und seine beiden Freunde schließen sich zu einem unmöglichen Trio zusammen und verbringen ihre Freizeit mit ausgelassenen Dummheiten und Lachen. Sobald es sich um Ranchos etwas modernere Perspektive des Lernens dreht, was durch dessen regelmäßigen Unterrichtsausschluss und Äußerungen an Sahastrabuddhe, der kurz darauf beginnt, die drei Studenten ins Visier zu nehmen, noch verdeutlicht wird, halten sich Farhan und Raju jedoch stark zurück. Grund dafür sind deren ärmlichere Verhältnisse zuhause. Sie deuten das ICE als einzigen Ausweg und möchten lieber nicht aus der Reihe tanzen. Im Laufe der Handlung wird allerdings klar, dass Farhan etwas lockerer gestimmt ist.
Eines Tages platzt das Trio in eine Hochzeit und besorgt sich heimlich etwas zu essen. Erst zu spät bemerken sie, dass es sich um die Hochzeit der Tochter Sahastrabuddhes handelt. Sie werden von diesem höchstpersönlich zur Rede gestellt, wobei Rancho die jüngere Tochter des Rektors, Pia, eine Ärztin, ins Auge fällt, die zu jenem Zeitpunkt aber liiert ist. Raju wendet daraufhin aus Angst, suspendiert zu werden, dem Trio den Rücken zu und zieht ins benachbarte Zimmer, wo bisher Chatur, ein Student, der aufgrund seiner Lernmentalität in perfekter Harmonie mit Sahastrabuddhe fristet, allein gewohnt hat.
Nun versuchen Farhan und Rancho Raju davon zu überzeugen, dass Rancho mit seiner Ansicht nicht allzu schlecht liegt. Chatur, der durch seine Loyalität zum Schulsystem zum Sprecher bei einem wichtigen Besuch des Bildungsministers ernannt wird, kommt dabei zu Schaden. Gemeinsam ruinieren Rancho und Farhan Chaturs Redevorlage, indem sie bestimmte Wörter durch vulgäre ersetzen, um Raju zu zeigen, was passieren kann, wenn alles nur auswendig gelernt wird. Die Rede wird eine lachhafte Katastrophe, und Chatur schwört darauf in einem Streit mit Rancho, sich nach zehn Jahren wieder mit ihm zu treffen, um zu sehen, wer der Erfolgreichere sein wird.
Raju lässt dies jedoch alles kalt. Er versöhnt sich erst wieder mit seinen Freunden, als Rancho zusammen mit Pia seinem Vater das Leben rettet. Die hübsche Tochter von „Virus“ hat sich bereits von ihrem schrulligen Verlobten Suhas getrennt, was eigentlich von Rancho herbeigeführt worden ist, da dieser Pia mit Raffinesse gezeigt hat, dass Suhas seinem Reichenglanz durch Pia einen letzten Schliff geben will, und das letztendlich zu Recht. Alles deutet darauf hin, dass sich Pia und Rancho immer näher kommen.
Einige Zeit später wird Raju bei einem Selbstmordversuch schwer verletzt. Als Viru Sahastrabuddhe ihm nach einem besonders schweren Streich den Schulverweis androht, sollte er nicht seine Freunde verpfeifen, springt er kurzerhand aus dem Fenster des Büros. Wie durch ein Wunder überlebt er. Dies ist auch der Zeitpunkt, an dem sich Raju und Farhan, motiviert durch Rancho, zu ihren wahren Interessen bekennen. Farhan gelingt es endlich, seinen Eltern klarzumachen, dass Fotografie seine wahre Leidenschaft darstellt. Raju bewirbt sich nach seiner Genesung direkt beim Kundendienst. Beiden gelingt es, sich durchzuschlagen. Vor Dankbarkeit werfen sie ihre Hosen vor Rancho nieder. Rancho gesteht seine Liebe zu Pia, wobei er mehrmals betont, dass sie aus einem mysteriösen Grund niemals heiraten könnten.
Sahastrabuddhe, der nach dieser Kehrtwende vor Zorn völlig außer sich ist, schwört sich, Raju nicht zum Abschluss kommen zu lassen. Er erstellt eine Sonderprüfung für Raju, die es diesem unmöglich machen sollte, zu bestehen. Pia drückt Rancho darauf sturzbetrunken den Schlüssel zum Arbeitsplatz ihres Vaters in die Hand und sagt ihm, er solle die Prüfung für Raju holen, um diese Ungerechtigkeit wettzumachen. Rancho wird mit Farhan in flagranti erwischt und das Trio sofort der Schule verwiesen. Pia flüchtet darauf ins Spital zu ihren Mitarbeitern. Ein Tropensturm bricht aus. Gerade als Rancho, Farhan und Raju das Schulgelände unter heftigem Regen verlassen wollen, entdecken sie Pias ältere Schwester Mona, die mit Wehen um ihr neues Kind bangt. Die Straßen sind per Ambulanz jedoch bereits nicht mehr passierbar. Bevor „Virus“ Widerstand leisten kann, tragen sie Mona in die Schullobby. Durch Webcam-Übertragung mit Pia gelingt es ihnen zunächst anscheinend nur, mit Hilfe einer aus einem Staubsauger konstruierten und wegen Stromausfalls mit Autobatterien betriebenen Saugglocke eine Totgeburt zur Welt zu bringen. Als Rancho den Neugeborenen jedoch wiederbeleben kann, bricht Jubel im ganzen Campus aus. Viru Sahastrabuddhe macht die Schulverweise sofort wieder rückgängig.
Den Rest der Zeit verbringen die Studenten mit dem Rektor wie gute Freunde. Farhan und Raju bestehen. Rancho wird beim Abschluss Jahrgangsbester noch vor Chatur. Daraufhin verschwindet Rancho jedoch ohne ein weiteres Wort.
10 Jahre später erhalten Farhan Qureshi und Raju Rastogi einen Anruf des damaligen Kameraden Chatur Ramalingam, der sie an die Wette erinnert, dass er zehn Jahre nach der verhunzten Rede erfolgreicher sein würde als Rancho.
Vor Freude, Rancho vielleicht wiederzusehen, bricht Farhan einen Flug ab und fährt mit Raju zurück zum ICE. Die Enttäuschung ist bitter. Auch Chatur hat nur vage Hinweise, wo sich Rancho befinden könnte. Damit fängt der Spielfilm eigentlich an. Die Zeit, die sie zusammen am ICE verbrachten, sind in Abschnitte unterteilte Rückblenden.
Sie machen sich mit Chatur auf die Suche nach Rancho. Der erste Ort lautet Shimla, wo Chatur Rancho auf einem Foto gefunden hat. Der Schreck sitzt nach ihrem Besuch in Shimla tief, denn sie haben den wahren Ranchoddas Shamaldas Chanchad niemals gekannt, sondern nur dessen Dienerjungen, der aufgrund seiner hervorragenden schulischen Fähigkeit für seinen Herrn das Abschlussdiplom erwerben musste. Nach der Übergabe hinterließ er eine Adresse und verschwand dann auch aus dem Leben Ranchoddas („...Eines Tages werden 2 Idioten kommen, die nach mir suchen.“). Mit Ach und Krach gelingt es Farhan und Raju, Chatur zur Mitreise zum adressierten Ort zu bewegen, da sie sein Auto brauchen. Vor Freude, den alten Rancho wiedersehen zu können, rufen sie Pia an und erfahren, dass sie noch am gleichen Tag an Suhas verheiratet würde. Sie hat nach Ranchos Verschwinden offenbar keine Hoffnung mehr gehabt und ist wieder zu Suhas zurückgekehrt. Farhan schaut auf die Uhr und entscheidet sich für ein Abenteuer. Noch während Chatur laut schreit, dass er dringend zu einem gewissen Mr. Phunsukh Wangdu müsse, um mit diesem dessen über vierhundert Patente auszuhandeln und eventuell Abkommen zu schließen, wird er gefesselt und geknebelt auf die Ladefläche des PKW geworfen. Farhan und Raju infiltrieren die Hochzeit, worauf Pia bereitwillig mit ihnen flüchtet, obwohl sie nicht wissen, ob Rancho bereits verheiratet ist. Sie finden Rancho in Ladakh, wo dieser eine exzellente Primarschule aufgebaut hat, die Kinder schon im frühen Alter mit Techniken des Ingenieurwesens auf praktische Weise vertraut macht. Pia und er finden wieder zueinander. Auch gibt es heftige Schläge und Umarmungen zwischen alten Freunden, während der mittlerweile befreite Chatur Rancho dazu zwingen will, eine Erklärung der Niederlage zu unterschreiben. Schließlich sei er der Berater einer großen Firma. Es kommt dabei heraus, dass Rancho niemand anders als Phunsukh Wangdu ist, und Chaturs Hochnäsigkeit schlägt sich in Unterwürfigkeit um.

## Musik
Die Filmmusik wurde von Shantanu Moitra komponiert zusammen mit Texten von Swanand Kirkire.
| # | Titel                   | Interpret                          |
| - | ----------------------- | ---------------------------------- |
| 1 | All Izz Well            | Sonu Nigam, Shaan, Swanand Kirkire |
| 2 | Zoobi Doobi             | Sonu Nigam, Shreya Ghoshal         |
| 3 | Behti Hawa Sa Tha Woh   | Shaan, Shantanu Moitra             |
| 4 | Give Me Some Sunshine   | Suraj Jagan, Sharman Joshi         |
| 5 | Jaane Nahin Denge Tujhe | Sonu Nigam                         |
| 6 | All Izz Well (Remix)    | Sonu Nigam, Shaan, Swanand Kirkire |
| 7 | Zoobi Doobi (Remix)     | Sonu Nigam, Shreya Ghoshal         |

## Rezeption
Der Film spielte in den Kinos weltweit rund 60 Millionen US-Dollar ein, davon 6,5 Millionen US-Dollar in Indien.

„Der Supergiga-Kassenhit ist vielleicht kein Meisterwerk. Lose basierend auf dem Roman Five Point Someone von Chetan Bhagat schuf Rajkumar Hirani vielmehr ein heterogenes, ab und zu überraschend holprig erzähltes Werk, das jedoch in etlichen Einzelszenen voll auftrumpft. Ist man in einer solchen Szene drin, ist 3 Idiots ein Hochgenuss. Dass man zwischendurch Hänger durchmacht, dass die Botschaften nicht richtig ausformuliert sind, Boman eine Karikatur spielt, Aamir zu alt ist und die Lieder für sich genommen wenig Mitsing-Charakter haben, das ignoriert man dann gerne. Man genießt den Moment, die Szene, das Spiel, den Spaß. Das ist ansteckend. Und Millionen von Indern dachten genauso.“

Des Weiteren wurde der Film bei den folgenden Auszeichnungen berücksichtigt:
57th National Film Awards
- Best Popular Film Providing Wholesome Entertainment – 3 Idiots
- Best Audiography – Anup Dev
- Best Lyrics – Swanand Kirkire – Behti Hawa Sa Tha Wo

2010 IIFA Awards
- Best Film – 3 Idiots
- Best Direction – Rajkumar Hirani
- Best Story – Abhijat Joshi, Rajkumar Hirani and Vidhu Vinod Chopra
- Best Supporting Actor – Sharman Joshi
- Best Actress – Kareena Kapoor
- Best Actor in a negative role – Boman Irani
- Best Lyricist – Swanand Kirkire
- Best Singer Male – Shaan – Behti Hawa Sa Tha Wo
- Best Cinematography – C. K. Muraleedharan, ISC
- Best Screenplay – Abhijat Joshi, Rajkumar Hirani & Vidhu Vinod Chopra
- Best Dialogue – Rajkumar Hirani & Abhijat Joshi
- Best Editing – Rajkumar Hirani
- Best Sound Recording – Bishwadeep Chatterjee & Nihal Ranjan Samal
- Best Song Recording – Bishwadeep Chatterjee & Sachin K Sanghvi
- Best Sound Re-Recording – Anup Dev
- Best Background Score – Sanjay Wandrekar, Atul Raninga & Shantanu Moitra

2010 Filmfare Awards
- Best Film – Vidhu Vinod Chopra
- Best Director – Rajkumar Hirani
- Best Supporting Actor – Boman Irani
- Best Dialogue – Raj Kumar Hirani and Vidhu Vinod Chopra
- Best Story – Abhijat Joshi and Rajkumar Hirani
- Best Screenplay – Rajkumar Hirani and Vidhu Vinod Chopra

2010 Max Stardust Awards
- Readers Choice Awards for Star Of The Year (Female) – Kareena Kapoor
- Readers Choice Awards for Best Film Of The Year – Drama – Rajkumar Hirani

2010 Star Screen Awards
- Best Film – Rajkumar Hirani
- Best Director – Rajkumar Hirani
- Beste Schauspielerin (Kritikerpreis) – Kareena Kapoor
- Best Villain – Boman Irani
- Best Comedian – Omi Vaidya
- Best Screenplay – Abhijat Joshi, Rajkumar Hirani, Vidhu Vinod Chopra
- Best Dialogue – Abhijat Joshi, Rajkumar Hirani
- Best Editing – Rajkumar Hirani
- Best Choreography – Bosco-Caesar – Zoobi Doobi
- Most Promising Newcomer – Male – Omi Vaidya[8]